# Beretta 93R
Le Beretta 93R est un pistolet-mitrailleur de type pistolet automatique conçu en 1979 par Beretta pour les forces spéciales de l’armée et de la police italiennes. Chambré en 9 × 19 mm Parabellum, il est basé sur le Beretta 92.

## Historique
Le Beretta 93R est conçu par Beretta à la fin des années 1970 sur la base du Beretta 92 afin de répondre à une demande forces spéciales de la police et de l’armée italienne qui cherchaient une arme à tir rapide, mais plus petite qu’un pistolet-mitrailleur classique.

## Description
Extérieurement, le Beretta 93R ressemble au Beretta 92, à l’exception d’un canon plus long, de la présence d’un frein de bouche et d’une poignée pliable située à l’avant. Le mécanisme diffère par le fait qu’il comprend un dispositif de contrôle de rafale : lorsque le sélecteur de tir est placé en mode rafale, une pression sur la queue de détente permet de tirer trois balles à la cadence de 110 coups par minutes. Cette cadence raisonnable, conjuguée à la compensation offerte par le frein de bouche, permet de conserver un contrôle acceptable de l’arme lorsque utilisée dans ce mode, voire d’être relativement précis en cas d’utilisation de la poignée avant. Il est en outre possible de monter une crosse pliable pour accroître encore la stabilité, au prix de la maniabilité.
En dehors du mode rafale, le 93R peut également tirer en coup par coup comme un pistolet semi-automatique classique. Le magasin contient vingt cartouches 9 × 19 mm Parabellum, mais dépasse par conséquent du puits de chargement, puisqu’il est plus long qu’un magasin standard de Beretta 92 de quinze cartouches ; ces derniers sont également compatibles. 